# 816 هـ
816 هـ هي سنة في التقويم الهجري امتدت مقابلةً في التقويم الميلادي بين سنتي 1413 و1414.

## مواليد
- عبد الرزاق السمرقندي

## وفيات
- الشريف الجرجاني